# Ruskovce (Košice)
|  | No s'ha de confondre amb Ruskovce (Trenčín). |

Ruskovce és un poble i municipi d'Eslovàquia. Es troba a la regió de Košice, a l'est del país.

## Història
La primera referència escrita de la vila data del 1418.

## Demografia
| Godina             | 1994 | 2004   | 2014    | 2024    |
| ------------------ | ---- | ------ | ------- | ------- |
| Nombre de persones | 235  | 236    | 264     | 236     |
| Diferència         |      | +0,42% | +11,86% | −10,60% |

| Godina             | 2023 | 2024 |
| ------------------ | ---- | ---- |
| Nombre de persones | 236  | 236  |
| Diferència         |      | +0%  |